# آتر کریک (فلوریدا)
آتر کریک (به انگلیسی: Otter Creek) شهرکی در شهرستان لوی ایالت فلوریدا است که در سال ۱۹۶۹ بنیان‌گذاری شده‌است. این شهرک طبق سرشماری سال ۲۰۱۰ میلادی، ۱۳۴ نفر جمعیت داشته و مساحت آن نیز ۳٫۸ کیلومتر مربع است.